# Mandevilla fragrans
Mandevilla fragrans är en oleanderväxtart som först beskrevs av Stadelm., och fick sitt nu gällande namn av Robert Everard Woodson. Mandevilla fragrans ingår i släktet Mandevilla och familjen oleanderväxter. Inga underarter finns listade i Catalogue of Life.